# Moscou Express
Il collegamento ferroviario Moscou Express è una relazione ferroviaria istituita dal 2010 tra la stazione di Parigi Gare de l'Est e la stazione di Mosca Belorusskij per una lunghezza totale di 3.055 km.

## Storia
Dagli anni sessanta al 29 maggio 1994 esisteva il collegamento Est-Ouest-Express che collegava Parigi con Mosca partendo dalla Gare du Nord e raggiungendo Mosca passando per il Belgio. Questa relazione venne annullata in seguito al ritardo dei pagamenti dalle nuove Ferrovie russe (RŽD) causati dalla dissoluzione dell'Unione Sovietica.
Un nuovo collegamento diretto è stato attuato a partire dal 2007 con solo un vagone letto e con una locomotiva che veniva cambiata fino al confine con la Bielorussia dove veniva messo un locomotore delle ferrovie russe. In seguito al successo del Riviera Express Nizza-Mosca il 21 settembre 2010 è stato firmato un protocollo d'intesa tra SNCF e RŽD per un collegamento più veloce tra le due capitali che porta alla nascita del Moscou Express caratterizzato da maggior frequenza del collegamento, riduzione del tempo di percorrenza (da 51 a 39 ore), aumento del numero di fermate e miglioramento del servizio.
Fino al 10 dicembre 2011 era composto da due vagoni letto delle ferrovie russe aggiunte al CityNightLine Persée Parigi-Berlino e in seguito a un treno Berlino-Mosca. Una fermata prolungata a Berlino permetteva di pranzare in città e visitare la capitale tedesca.
Dall'11 dicembre 2011 il treno è interamente russo composto da vagoni letto (classificati universelles e di grand luxe) e da vagoni ristorante; inoltre nel treno è inserito personale bilingue qualificato. Dal 9 aprile 2013 viene tolta la fermata a Metz-Ville e inserita quella di Strasburgo.
Dal 2015 i vagoni letto sono del Tipo RZD WLABmz costruiti dalla Siemens.
Dall'11 dicembre 2016 è fissata la partenza da Parigi alle 18:58 di ogni venerdì e arrivo a Mosca alle 10:07 di domenica dopo 38 ore di viaggio. Il biglietto ha un costo di 1.422 euro in grand luxe e 369 in universelles.